# Œdipe (Gide)
Pour les articles homonymes, voir Œdipe (homonymie).
Œdipe est un drame en trois actes et en prose d'André Gide, composé en 1931, qui s'inspire de l'histoire de l'Œdipe roi de Sophocle. 
N'évoquant la portée psychanalytique du personnage d'Œdipe qu'à travers quelques répliques ironiques, Gide prend ici ses distances avec l'influence considérable des études freudiennes sur la littérature du XXe siècle. Il met ainsi le mythe d'Œdipe au service de sa propre conception de l'existence humaine, et l'on retrouve au sein des personnages les caractères communs à ceux de ses romans. À une époque où plusieurs de ses proches tentaient de le convertir au catholicisme, l'auteur confronte l'individualisme d'Œdipe et son amour (en rupture radicale avec le poids tragique du destin dans la dramaturgie classique) de la liberté à la soumission religieuse du devin Tirésias et à l'aveuglement de ses croyances. Gide ne parle tout au long de la pièce d'aucun dieu grec, mais d'un Dieu dont la proximité avec les convictions chrétiennes est assurément voulue.
Cette pièce a été créée le 18 février 1932 au Théâtre de l'avenue, 5, rue du Colisée.